# 桑塞尔地区克雷藏西
桑塞尔地区克雷藏西（法語：Crézancy-en-Sancerre，法語發音：[kʁezɑ̃si ɑ̃ sɑ̃sɛʁ]）是法国谢尔省的一个市镇，属于布尔日区。

## 地理
桑塞尔地区克雷藏西（47°18'19"N, 2°44'38"E）面积18.92 平方千米，位于法国中央-卢瓦尔河谷大区谢尔省，该省份为法国中部省份，北起卢瓦雷省，西接卢瓦-谢尔省和安德尔省，南至克勒兹省，东南接阿列省，东临涅夫勒省。
与桑塞尔地区克雷藏西接壤的市镇（或旧市镇、城区）包括：比埃、梅讷图拉泰勒、桑塞尔地区讷伊、讷维德克洛谢、桑博热、沃格。

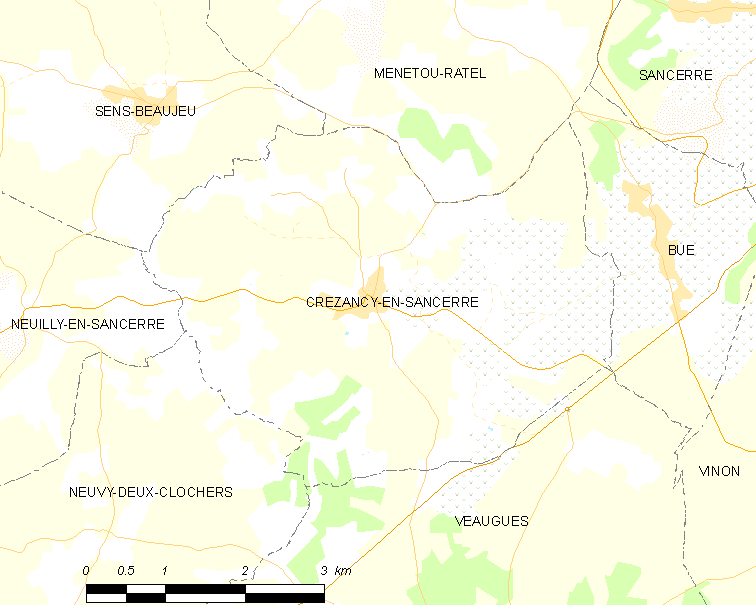
桑塞尔地区克雷藏西的OSM定位图

桑塞尔地区克雷藏西的时区为UTC+01:00、UTC+02:00（夏令时）。

## 行政
桑塞尔地区克雷藏西的邮政编码为18300，INSEE市镇编码为18079。

## 政治
桑塞尔地区克雷藏西所属的省级选区为桑塞尔县。

## 人口

1962-2008年间桑塞尔地区克雷藏西人口变化图示

桑塞尔地区克雷藏西于2022年1月1日时的人口数量为425人。